# Vojeslav Molè
Vojeslav Molè (Canale d'Isonzo, 14 dicembre 1886 – Eugene, 5 dicembre 1973) è stato uno storico dell'arte e poeta sloveno.

## Biografia
Studiò storia dell'arte e archeologia dal 1906 a Vienna, Cracovia e Roma, ottenne il dottorato nel 1912 a Vienna. Terminati gli studi trascorse un anno a Roma, in seguito lavorò all'ente per la tutela dei beni culturali della Dalmazia a Spalato con Frane Bulić.
Nel 1914 venne arruolato come ufficiale della riserva, catturato venne inviato in prigionia in Siberia. 
Nel 1919 ottenne l'abilitazione presso l'università di Tomsk con uno studio sulla raccolta d'arte grafica della famiglia Stroganov. Nel 1920 pubblicò la raccolta Tristia ex Siberia, raccolta omnia delle sue poesie scritte durante la prigionia.
Dal 1920 al 1924 insegnò storia dell'arte antica e bizantina presso l'università di Lubiana. Dal 1925 al 1960, a parte il periodo della seconda guerra mondiale, visse a Cracovia dove insegnò storia dell'arte e dove fondò la biblioteca specializzata in bizantinistica dell'Università Jagellonica.
Fu membro dell'Accademia polacca delle scienze e dell'Accademia slovena delle scienze

## Opere
- 1914 Sztuka rosyjska do roku 1914 (L'arte russa fino al 1914)
- 1920 Tristia ex Siberia, raccolta di poesie
- 1931 Historia sztuki starochrześciańskiej i wczesnobizantyńskiej (Storia dell'arte paleocristiana e antica bizantina)
- 1965 Sztuka Słowian południowych (L'arte degli Slavi meridionali)